# Olympus E-400
La E-400 es una SLR digital fabricada por Olympus y basada en el sistema Cuatro Tercios que fue presentada el 14 de septiembre de 2006. Esta cámara de 10 megapixels puede ser comparada con las novedades en SLRs presentadas por otras compañías durante el verano de 2006 con una cantidad similar de pixeles y precio: la Sony Alpha 100, la Nikon D80, la Canon EOS 400D y la Pentax K10D.
Destaca por su pequeño tamaño, pesando solo 375g, que la aproximan al tamaño de las SLR manuales de película, recordando un poco a la serie OM.
Viene acompañada por dos nuevos zooms de tamaño reducido, un zoom 14-42mm (28-84mm equivalente en 35mm)f/3.5-5.6 con un peso de 190g y un zoom largo 40-150 (80-300mm equivalente en 35mm) f/4.0-5.6 que pesa 220g.

### Sitios oficiales
- Olympus España E-400

- Datos: Q1193780
- Multimedia: Olympus E-400 / Q1193780